# Jordan King
Jordan King (Warwick, 26 de fevereiro de 1994) é um automobilista britânico que atualmente é piloto reserva da equipe Mahindra Racing, pela qual fez sua estreia na Fórmula E no ePrix de Berlim de 2024.

## Vida pessoal
Ele frequentou a Repton School em Derbyshire, e é filho do ex-diretor executivo da Sainsbury's Justin King.

## Carreira

### Fórmula Renault 2.0 UK
A carreira inicial de King começou no cartismo antes de se mudar para as corridas de monopostos no final de 2010. Ele começou a pilotar na Fórmula Renault UK, inicialmente na Fórmula Renault UK Winter Series antes de estrear no campeonato principal em 2011.

### Campeonato de Fórmula Dois da FIA
Em 2009, com apenas quinze anos, King testou um carro de Fórmula Dois. Ele pilotou em quatro corridas na Fórmula Palmer Audi na etapa de Silverstone em 2010, conseguindo um pódio e impressionando o chefe da equipe, Jonathan Palmer. Em 2011, ele se inscreveu para três rodadas do campeonato de Fórmula Dois, em Spa-Francorchamps, Nürburgring e Brands Hatch durante as férias de verão da Fórmula Renault UK. King se tornou o piloto mais jovem a participar da era moderna da categoria.

### GP2 Series
Em fevereiro de 2015, foi confirmado que King disputaria a GP2 Series pela equipe espanhola Racing Engineering, ao lado de Alexander Rossi, na temporada de 2015, onde terminou em décimo segundo na classificação geral. Ele permaneceu com a equipe para a temporada seguinte, onde ele conquistou duas vitórias e terminou em sétimo na classificação geral.

### Fórmula 1
King foi contratado como piloto de desenvolvimento pela equipe Manor Marussia para a temporada de 2015, sendo mantido pela equipe, após sua renomeação para Manor Racing, em 2016. Ele fez sua estreia em uma sessão de Fórmula 1 quando pilotou para a Manor durante o treino livre no Grande Prêmio dos Estados Unidos de 2016.

### Campeonato de Fórmula 2 da FIA
Para a disputa do Campeonato de Fórmula 2 da FIA de 2017, King mudou para a equipe MP Motorsport. Ele terminou a competição em décimo primeiro na classificação geral. Após ficar um ano fora da competição, King retornou para a MP Motorsport para a disputa da temporada de 2019.

### IndyCar Series
Em 2018, King assinou com a equipe Ed Carpenter Racing como piloto de meio período no carro número 20, compartilhando as corridas da temporada da IndyCar Series de 2018 com o proprietário Ed Carpenter. No ano seguinte, King disputou apenas as 500 Milhas de Indianápolis, uma corrida que ele não disputou em 2018. Ele competiu pela equipe Rahal Letterman Lanigan Racing e se qualificou no primeiro dia, largando na 26ª posição e terminando a corrida na 24ª. Durante a disputa das 500 Milhas de Indianápolis, King foi substituído na MP Motorsport pelo piloto russo Artem Markelov, que disputou as duas corridas do Campeonato de Fórmula 2 da FIA que foram realizadas naquele final de semana.

### Fórmula E
King testou os carros de Fórmula E duas vezes, primeiro na temporada de 2016–17 com a equipe Mahindra Racing, e novamente em um teste privado com a Dragon Racing em 2019. Em fevereiro de 2021, foi anunciado que King assumiria a função de simulador e piloto de desenvolvimento na Mahindra.
Em abril de 2023, King participaria do teste de piloto para novatos em Berlim com a equipe indiana. Durante a temporada de 2023–24, ele fez sua estreia na Fórmula E no ePrix de Berlim pela Mahindra, substituindo Nyck de Vries, que perdeu o evento devido a um conflito de datas com as 6 Horas de Spa-Francorchamps.